# Джеке-Джеке
Джеке-Джеке (фр. Djéké-Djéké) — небольшой город и супрефектура в Чаде, расположенный на территории региона Среднее Шари. Входит в состав департамента Гранд-Сидо.

## Географическое положение
Город находится в южной части Чада, к востоку от реки Ду (бассейн реки Шари), на высоте 373 метра над уровнем моря.
Джеке-Джеке расположен на расстоянии приблизительно 527 километров к юго-востоку от столицы страны Нджамены.

## Население
По данным официальной переписи 2009 года численность населения Джеке-Джеке составляла 18 606 человек (9283 мужчины и 9323 женщины). Население супрефектуры по возрастному диапазону распределилось следующим образом: 51,1 % — жители младше 15 лет, 45,7 % — между 15 и 59 годами и 3,2 % — в возрасте 60 лет и старше.

## Транспорт
Ближайший аэропорт расположен в городе Моисала.